# Новые Шарабаи
Новые-Шарабаи (бел. Новыя-Шарабаі) — деревня в Глубокском районе Витебской области Белоруссии. Входит в состав Коробовского сельсовета.

## География
Новые Шарабаи находится между Шуневцами (западнее), Гирстунами (восточнее). Районный центр Глубокое находится в 4 км юго-восточнее деревни.
В деревне протекает река Аржаница.

## Климат
Климат умеренно-континентальный, однако зимой возможны обильные снегопады.